# Uroobovella vallei
Uroobovella vallei es una especie de arácnido del orden Mesostigmata de la familia Urodinychidae.

## Distribución geográfica
Se encuentra en Cerdeña (Italia).